# Günter Bergt
Günter Bergt (* 10. August 1943 in Wurzen) ist ein deutscher Agraringenieur und ehemaliger Kommunalpolitiker. Er vertrat die PDS 1990 in der letzten, erstmals frei gewählten Volkskammer als Abgeordneter.

## Leben
Bergt besuchte die zehnklassige Schule in Wurzen und absolvierte danach eine Ausbildung zum Facharbeiter für Schweinezucht in der damaligen LPG Machern, einem Spezialbetrieb für Schweinemast. 1964 qualifizierte er sich in diesem Beruf zum Meister. 1968 wurde Bergt an das Institut des ZK der SED zur Ausbildung von Funktionären für die sozialistische Landwirtschaft in Dresden-Pillnitz delegiert. Dort absolvierte er bis 1970 ein Ingenieur-Studium, das ihn auf seine zukünftige Rolle als Leiter einer LPG vorbereiten sollte. 1971 wurde er zum Vorsitzenden der LPG Machern ernannt; Bergt war zu diesem Zeitpunkt noch keine 30 Jahre alt. Nach der Trennung der LPG in Genossenschaften für Tierproduktion (T) und Pflanzenproduktion (P) wurde in Machern 1976 die LPG (P) Lenin und in Brandis die LPG (T) Friedrich Engels gegründet, die Bergt als Vorsitzender übernahm. Von 1984 bis 1986 absolvierte er zusätzlich noch ein Fernstudium der Agrarwissenschaften an der Karl-Marx-Universität Leipzig, welches er als Agraringenieur abschloss. Bergt überführte die LPG nach der politischen Wende in der DDR in die neuen wirtschaftlichen Verhältnisse und wirkte ab 1991 als Geschäftsführer der Macherner Vermögensverwaltung GmbH & Co. Beteiligungs KG. Mittlerweile ist Bergt im Ruhestand.

## Politischer Werdegang
Bergt wurde 1962 Mitglied der SED und blieb nach 1990 auch Mitglied der Nachfolgeparteien SED-PDS/PDS/Die Linke. Zu den ersten freien Volkskammerwahlen am 18. März 1990 kandidierte er für die PDS im Wahlbezirk Leipzig auf Listenplatz 3. Da die PDS in diesem Wahlbezirk 5 Mandate gewann, zog Bergt als Abgeordneter ins letzte DDR-Parlament ein. Nach der Auflösung der Volkskammer widmete er sich zunächst verstärkt seiner beruflichen Tätigkeit. 1994 kandidierte Bergt erstmals zu den Gemeinderatswahlen ins einem Heimatort Machern. Als einer von zwei gewählten PDS-Vertretern zog er in den Gemeinderat ein. In der Folge war Bergt bis Ende 2017 ununterbrochen als Gemeinderat in Machern tätig.

## Weiteres gesellschaftliches Engagement
Bergt war im lokalen Fußball als Schiedsrichter und Vereinsfunktionär tätig. So war er langjähriger Präsident des SV Tresenwald und als Fußball-Schiedsrichter im Fußballverband Muldental/Leipziger Land aktiv. Zeitweise war er auch 3. Vizepräsident des Fußballverbandes Muldental/Leipziger Land. Für sein Engagement im Fußball erhielt er 2009 die Ehrennadel des Sächsischen Fußballverbandes in Gold.